# Acalypha virginica
Acalyphe de Virginie
Espèce
Acalypha virginica, ou acalyphe de Virginie, est une espèce de plantes à fleurs de la famille des Euphorbiaceae.

## Description

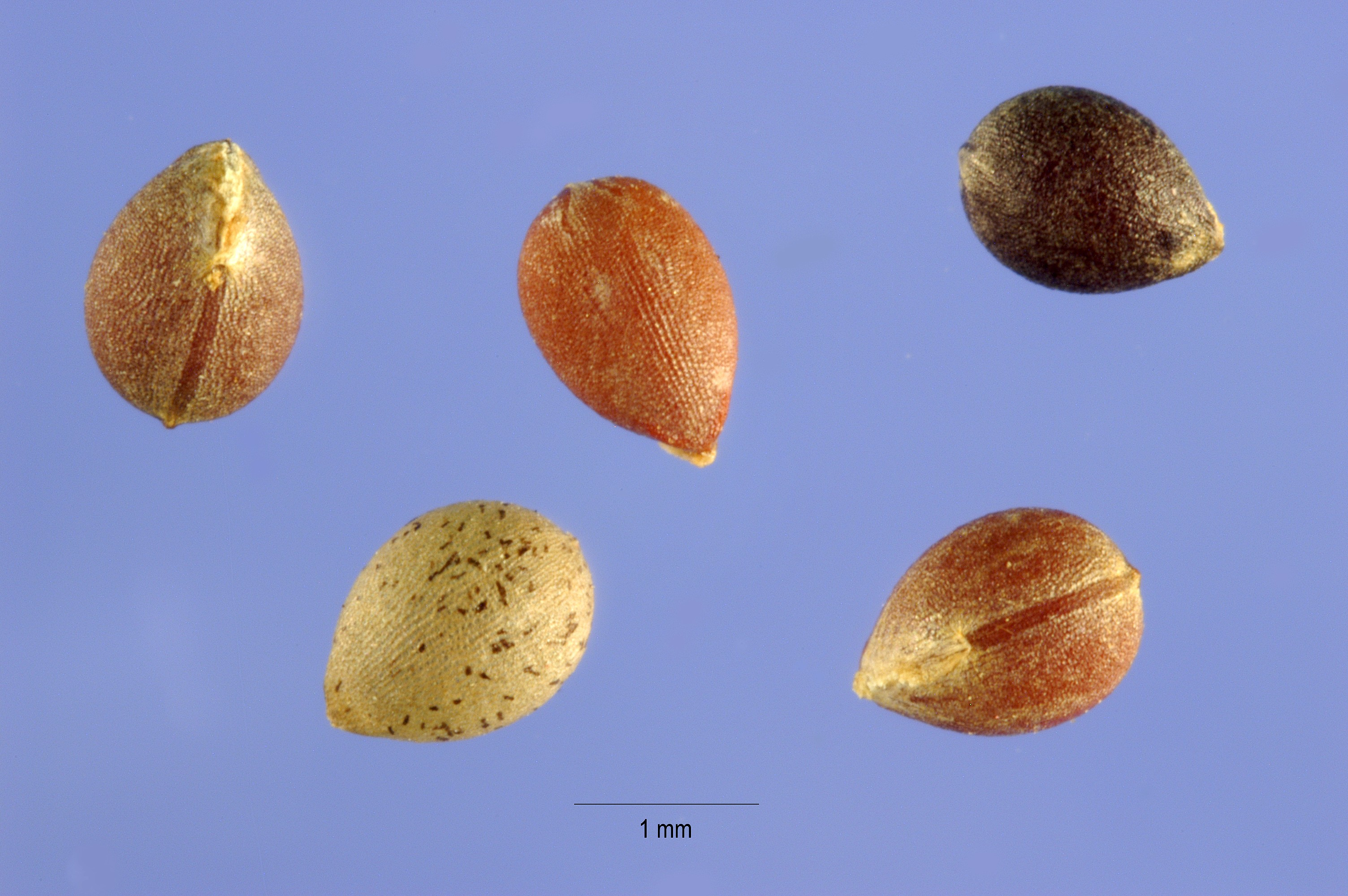
Graines d’Acalypha virginica vues à la loupe binoculaire, x50.

### Appareil végétatif
Cette plante herbacée annuelle de 10 à 120 cm de hauteur présente des tiges dressées parfois rougeâtres et couverte de courts poils blancs, fins et clairsemés. La disposition des feuilles sur la tige varie selon leur position : opposées à la base de la tige, elles deviennent alternes vers le sommet. De forme lancéolée et portée par un pétiole de plus d'un centimètre longueur, elle mesure entre 17 et 30 mm de longueur pour une largeur variant de 9 à 14 mm. Leur bordure porte des indentations espacées et peu profondes. 

### Appareil reproducteur
L'inflorescence se présente sous forme de petits épis placés par groupe de 4 à l'aisselle des feuilles. Elle débute à la base par un involucre profondément découpé en 5 à 9 lobes, surmonté par la partie femelle puis par la partie mâle, qui comprend de 8 à 16 étamines.

## Répartition et habitat
Cette espèce est originaire des États-Unis et du sud-est du Canada, mais elle existe dans d’autres pays comme plante adventice (au sens agronomique comme au sens botanique), par exemple en France.

## Histoire du taxon

### Synonyme
Cette espèce a pour synonyme Ricinocarpus virginicus (L.) Kuntze.

### Liste des espèces et variétés
Selon World Checklist of Selected Plant Families (WCSP) (23 nov. 2011) :
- Acalypha virginica L. (1753)
  - variété Acalypha virginica var. deamii Weath. (1927)
  - variété Acalypha virginica var. rhomboidea (Raf.) Cooperr. (1984)
  - variété Acalypha virginica var. virginica